# Kisei femminile
Il Kisei femminile (女流棋聖戦, Joryū Kisei-sen; nome completo ドコモ杯 女流棋聖戦, Dokomo-hai Joryū Kiseisen, Coppa Docomo Kiseisen femminile) è un titolo professionistico femminile giapponese di Go.
Il Kisei femminile è sponsorizzato da NTT DoCoMo e utilizza un formato hayago, a differenza del Kisei che utilizza un formato del tempo di riflessione di otto ore. Sedici giocatrici si affrontano in un torneo a eliminazione diretta che determina la sfidante contro la detentrice del titolo; la finale si disputa al meglio delle tre partite.
La borsa della vincitrice è di 5.000.000 di Yen (€ 32.000).

## Albo d'oro
| Edizione | Anno | Vincitrice      | Punteggio | Finalista        |
| -------- | ---- | --------------- | --------- | ---------------- |
| 1.       | 1998 | Kobayashi Izumi | 2-0       | Kobayashi Chizu  |
| 2.       | 1999 | Kobayashi Izumi | 2-1       | Sugiuchi Kazuko  |
| 3.       | 2000 | Chinen Kaori    | 2-0       | Kobayashi Izumi  |
| 4.       | 2001 | Chinen Kaori    | 2-1       | Kato Reiko       |
| 5.       | 2002 | Chinen Kaori    | 2-1       | Ogawa Tomoko     |
| 6.       | 2003 | Chinen Kaori    | 2-1       | Kato Reiko       |
| 7.       | 2004 | Mannami Kana    | 2-1       | Chinen Kaori     |
| 8.       | 2005 | Chinen Kaori    | 2-0       | Mannami Kana     |
| 9.       | 2006 | Mannami Kana    | 2-1       | Chinen Kaori     |
| 10.      | 2007 | Umezawa Yukari  | 2-1       | Mannami Kana     |
| 11.      | 2008 | Umezawa Yukari  | 2-0       | Mukai Chiaki     |
| 12.      | 2009 | Umezawa Yukari  | 2-1       | Kato Reiko       |
| 13.      | 2010 | Xie Yimin       | 2-0       | Umezawa Yukari   |
| 14.      | 2011 | Xie Yimin       | 2-0       | Umezawa Yukari   |
| 15.      | 2012 | Aoki Kikuyo     | 2-1       | Xie Yimin        |
| 16.      | 2013 | Xie Yimin       | 2-0       | Aoki Kikuyo      |
| 17.      | 2014 | Xie Yimin       | 2-0       | Aoki Kikuyo      |
| 18.      | 2015 | Xie Yimin       | 2-0       | Konishi Kazuko   |
| 19.      | 2016 | Xie Yimin       | 2-0       | Yoshihara Yukari |
| 20.      | 2017 | Xie Yimin       | 2-1       | Nyu Eiko         |
| 21.      | 2018 | Ueno Asami      | 2-0       | Xie Yimin        |
| 22.      | 2019 | Ueno Asami      | 2-0       | Fujisawa Rina    |
| 23.      | 2020 | Suzuki Ayumi    | 2-1       | Ueno Asami       |
| 24.      | 2021 | Ueno Asami      | 2-1       | Suzuki Ayumi     |
| 25       | 2022 | Ueno Asami      | 2-0       | Suzuki Ayumi     |
| 26       | 2023 | Nakamura Sumire | 2-1       | Ueno Asami       |
| 27       | 2024 | Ueno Risa       | 2-1       | Nakamura Sumire  |
| 28       | 2025 | Ueno Risa       | 2-0       | Mukai Chiaki     |

| Giocatrice               | Titoli | Anni                   |
| ------------------------ | ------ | ---------------------- |
| Xie Yimin                | 7      | 2010, 2011, 2013-2017  |
| Chinen Kaori             | 5      | 2000-2003, 2005        |
| Ueno Asami               | 4      | 2018, 2019, 2021, 2022 |
| Umezawa/Yoshihara Yukari | 3      | 2007-2009              |
| Kobayashi Izumi          | 2      | 1998, 1999             |
| Mannami Kana             | 2      | 2004, 2006             |
| Ueno Risa                | 2      | 2024, 2025             |
| Aoki Kikuyo              | 1      | 2012                   |
| Suzuki Ayumi             | 1      | 2020                   |
| Nakamura Sumire          | 1      | 2023                   |